# Giń, stworze, giń!
Giń, stworze, giń! – film z roku 1965 w reżyserii Daniela Hallera, luźno oparty na opowiadaniu H.P. Lovecrafta pt. Kolor z przestworzy.

## Fabuła
Amerykański naukowiec Stephen Reinhart (Nick Adams) wyrusza w podróż, żeby odwiedzić rodzinę swojej narzeczonej. Po drodze znajduje spalony teren i olbrzymi krater. Stephen zauważa, że mieszkańcy okolicy najwyraźniej boją się rodziny, do której zmierza. Okazuje się, że w okolicy spadł radioaktywny meteoryt, który ojciec narzeczonej Stephena, Nahum Witley (Boris Karloff), trzyma w piwnicy i wykorzystuje jego promieniowanie, żeby uzyskiwać zmutowane rośliny i zwierzęta. Promieniowanie jednak powoduje mutacje też u ludzi.

## Obsada
- Boris Karloff – Nahum Witley
- Nick Adams – Stephen Reinhart
- Freda Jackson – Letitia Witley
- Suzan Farmer – Susan Witley
- Terence De Marney – Merwyn
- Patrick Magee – Dr. Henderson
- Paul Farrell – Jason
- Leslie Dwyer – Potter
- Sydney Bromley – Pierce